# ردیکا مانداکه
رُدیکا مانداکه (رومانیایی: Rodica Mandache؛ زاده ۱۳ آوریل ۱۹۴۳) بازیگر اهل رومانی است.
از فیلم‌ها یا مجموعه‌های تلویزیونی که وی در آن‌ها نقش داشته‌است، می‌توان به خواب جزیره، نشان مار، عمو مارین میلیاردر و کمیسر متهم می‌کند اشاره نمود.